# Municipio Jiménez (Coahuila)
Koordinaten: 29° 4′ N, 100° 41′ W
Das Municipio Jiménez ist ein Municipio im mexikanischen Bundesstaat Coahuila. 2010 hatte das Municipio eine Bevölkerung von 9935 Einwohnern; seine Fläche beläuft sich auf 2203,9 km². Das administrative Zentrum der Gemeinde ist das gleichnamige Jiménez, ihr größter Ort hingegen San Carlos.

## Geographie
Das Municipio Jiménez liegt im Norden des Bundesstaats Coahuila auf einer Höhe zwischen 100 m und 300 m. Es zählt zu 98 % zur physiographischen Provinz der Großen Ebenen und zu 2 % zur Sierra Madre Oriental. Das gesamte Gemeindefläche liegt im Einzugsgebiet des Río Bravo del Norte und entwässert damit in den Golf von Mexiko. Die Geologie des Municipios setzt sich zu 39 % aus Alluvionen und zu 61 % aus Sedimentgestein zusammen; vorherrschende Bodentypen im Municipio sind der Calcisol (53 %) und Leptosol (20 %). 88 % des Municipios werden von Gestrüpplandschaft eingenommen, etwa 10 % dienen dem Feldbau.
Das Municipio Guerrero grenzt an die Municipios Acuña, Piedras Negras und Zaragoza sowie an den Bundesstaat Texas der Vereinigten Staaten von Amerika.

## Bevölkerung
Beim Zensus 2010 wurden im Municipio 9935 Menschen in 2644 Wohneinheiten gezählt. Davon wurden 14 Personen als Sprecher einer indigenen Sprache registriert. Etwa 4,5 % der Bevölkerung waren Analphabeten. 3369 Einwohner wurden als Erwerbspersonen registriert, wovon ca. 78 % Männer bzw. 10 % arbeitslos waren. 5,6 % der Bevölkerung lebten in extremer Armut.

## Orte
Das Municipio Jiménez umfasst 78 bewohnte localidades, von denen neben dem Hauptort auch San Carlos vom INEGI als urban klassifiziert ist. Vier Orte wiesen beim Zensus 2010 eine Einwohnerzahl von über 500 auf, 14 weitere Orte hatten zumindest 100 Einwohner. Die größten Orte sind:
| Ort                | Einwohner |
| San Carlos         | 3126      |
| Jiménez            | 1160      |
| Santa María        | 0929      |
| Madero del Río     | 0506      |
| El Orégano         | 0498      |
| Purísima           | 0456      |
| Palmira (Victoria) | 0428      |
| La Muralla         | 0402      |
| Cristales          | 0388      |
| Santa Rosa         | 0266      |
| La Potasa          | 0240      |
| Vieja Palestina    | 0219      |